# Vera Lúcia Ramos Bononi
Vera Lúcia Ramos Bononi (1944) es una botánica, liquenóloga, y micóloga brasileña.

## Biografía
En 1969, es licenciada en ciencias biológicas por la Universidad de São Paulo, un título de maestría en biología por la misma casa, en 1971, con la defensa de la tesis "Contribuiçao ao conhecimento dos Basidiomicetes Hidmoides do Estado de São Paulo"; y, en 1976, el doctorado en biología por la misma casa de altos estudios. Actualmente es Directora del Instituto Botánico, profesora y colaboradora de São Paulo y de la Universidad para el Desarrollo del Estado y de la región del Pantanal. Tiene experiencia en la gestión ambiental y en el área de Ciencia y Tecnología de Alimentos, que actúa sobre los siguientes temas: basidiomicetos, biodiversidad, Aphyllophorales, biotecnología, y actividad ligninolítico, biorremediación.
Entre 1982 a 1983 realizó una especialización en biología, en la Universidad de Tokio.
Es coautora con D.R. Matheus, K.M.G. Machado, L.K. Okino, R.T.R. Monteiro, R. Nadai, de una patente de proceso de biorremediación de materiales sólidos contaminados con composts organoclorados utilizando fungi de Basidiomicetos lignocelulolíticos.

## Algunas publicaciones
- BENTO, T.S. ; Torres, L.M.B. ; Fialho, M.B. ; BONONI, V.L.R. 2013. Growth inhibition and antioxidative response of wood decay fungi exposed to plant extracts of Casearia species. Letters in Applied Microbiology 1281

- QUEVEDO, J. R. ; BONONI, V. L. R. ; OLIVEIRA, A. K. M. ; GUGLIOTTA, A. M. 2012. Agaricomycetes( Basidiomycetes) em um fragmento florestal urbano na cidade de Campo Grande, Mato Grosso do Sul, Brasil. Revista Brasileira de Biociências (online) 10: 430-438

- ABRAHÃO, M.C. ; GUGLIOTTA, A. M. ; BONONI, V. L. R. 2012. Xylophilous Agaricomycetes (Basidiomycota) of the Brazilian Cerrado. Check List (São Paulo Online) 8: 1102-1116

- OLIVEIRA, A. K. M. ; BONONI, V. L. R. 2012. Avaliação de locais com potencial eou utilizados no turismo ambiental na cidade de Campo Grande, Mato Grosso do sul. Revista UNIARA 15: 78-86

- ALMEIDA NETO, J. V. ; MORBECK, A. K. ; BONONI, V. L. R. 2011. Atuação do conselho Municipal do Meio Ambiente em Campo Grande, Ms: Licenciamento ambiental. Revista UNIARA 14: 158-168, 2011

- GUGLIOTTA, A. M. ; FONSECA, M. P. ; BONONI, V. L. R. 2010. Addition to the knowledge of aphyllophoroid fungi (Basidiomycota) of Atlantic Rain forest in São Paulo State, Brazil. Mycotaxon 112: 1-18 resumen en línea

- MAGALHÃES H. ; BONONI, V. L. R. ; MERCANTE, M. A. 2010. Society's participation in the management of conservation units and its effects on the improvement of environmental quality in the southeastern region of Mato Grosso do Sul State. Acta Scientiarum. Human and Social Sciences (impreso, cesó en 2007. Cont. ISSN 1983-4675 Acta Scientiarum. Language and Culture (impreso) 32: 183-192

- MAGALHÃES H. ; BONONI, V. L. R. ; MERCANTE, M. A. 2010. Participação da sociedade civil na gestão de unidades de conservação e seus efeitos na melhoria da qualidade ambiental da região Sudeste do Estado do Mato Grosso do Sul. Acta Scientiarum. Human and Social Sciences 32 (2): 183-192

- BONONI, V. L. R. ; OLIVEIRA, A. K. M. ; QUEVEDO, J. R. ; GUGLIOTTA, A. M. 2008. Fungos macroscópicos do Pantanal do Rio Negro, Mato Grosso do Sul, Brasil. Hoehnea (São Paulo) 35: 35-91

- CARRENHO, R. ; TRUFEM, S. F. B. ; BONONI, V. L. R. ; SILVA, E. S. 2007. The effect of different soil proprierties on arbuscular mycorrhyzal colonization of peanuts, sorghum and maize. Acta Botanica Brasilica 21: 723-730

- PIVA, C. D. ; BONONI, V. L. R. ; FIGUEIREDO, R. S. ; SOUZA, C. C. 2007. Sistema de Gestão Ambiental implementado nos moldes da ISO 14001:2004 em um frigorífico de abate de aves, no município de sidrolândia-Mato Grosso do Sul. Revista Brasileira de Gestão e Desenvolvimento Regional 3: 20-53

- VITAL, D. ; BONONI, V. L. R. 2006. Briófitas sobre tumbas em cemitérios da região metropolitana de São Paulo, SP. Hoehnea (São Paulo) 33: 143-145

- VITALI V. ; MACHADO, K. M. G. ; ANDREA, M. M. ; BONONI, V. L. R. 2006. Screening mitosporic fungi for organochlorides degradation. Brazilian Journal of Microbiology 37: 256-261

- MACHADO, K. M. G. ; MATHEUS, D. R. ; RODRIGUES, T. ; BONONI, V. L. R. 2006. Enhancement of growth of Lentinus crinitus en soil using benomyl and vegetable oil. Brazilian Journal of Microbiology 37: 425-427

- BONONI, V. L. R. ; MACHADO, K. M. G. ; MATHEUS, D. R. ; MONTEIRO, R. 2005. Biodegradation of pentachorophenol by tropical basidiomycetes in soils contaminated with industrial residues. World Journal of Microbiology and Biotechnology, Heidelberg 21: 297-310

- BONONI, V. L. R. ; MACHADO, K. M. G. ; MATHEUS, D. R. 2005. Ligninolytic enzymes production and Remazol Brilliant Blue R decolorization by tropical Btrazilian Basidiomycetes Fungi. Brazilian Journal of Microbiology, São Paulo 36: 246-252

- SALLES, F. M. ; BONONI, V. L. R. ; GARNES, S. J. A. ; SABINO, J. ; PARANHOS FILHO, A. C. 2005. Análise multitemporal da dinâmica de ocupação do solo da região do Parque Estadual das Varzeas do Rio Ivinhema, Mato Grosso do sul. Revista de Estudos Ambientais 7: 12-19

- BONONI, V. L. R. ; SARTORI, H. C. 2004. Situação dos resíduos sólidos de Campo Grande -MS. Ensaios e Ciência (Campo Grande) 8 (3): 341-350

### Libros
- BONONI, V. L. R. ; BARBOSA, L. M. (orgs.) 2010. Anais do 1º encontro de Pesquisa sobre cerrado e formações florestais associadas no Estado de São Paulo. São Paulo: Instituo de Botânica. 112 pp.

- GUARATINI, M.T. ; SUGIYAMA, M. ; GASPAR, M. ; VITALI, V. ; BONONI, V. L. R. (orgs.) 2010. Caderno de Educação Ambiental ; Biodiversidade (enlace roto disponible en Internet Archive; véase el historial, la primera versión y la última).. 1ª. ed. São Paulo: Imprensa Oficial. 109 pp.

- BONONI, V. L. R. ; SANTOS JUNIOR, N. A. (orgs.) 2009. Memórias do conselho científico da Secretaria do Meio Ambiente: A sintese de um ano de conhecimento acumulado. São Paulo: Imprensa Oficial. 164 pp.

- RODRIGUES, R. R. ; BONONI, V. L. R. (orgs.) 2008. [Diretrizes para a conservação e recuperação da Biodiversidade no Estado de São Paulo. São Paulo: Imprensa Oficial. 248 pp.

- BONONI, V. L. R. ; OKINO, L. K. ; CAPELARI, M. ; TANAKA, J. H. 2001. Cultivo de Agaricus blazei- o cogumelo do sol. São Paulo: Instituto de Botânica. 21 pp.

#### Capítulos
- BONONI, V. L. R. ; BARBOSA, L. M. 2013. Restauração ecológica e seus reflexos na conservação da biodiversidade. En: Silvio Carlos Rodrigues ; Mercedes Abid Mercante (orgs.) Avaliação sócioambiental do domínio dos cerrados e pantanal: métodos e tecnicas. 1ª ed. Uberlandia: UFU& Anhanguera -UNIDERP, pp. 125-150

- CASTANHO FILHO, E. P. ; CAMPOS, A. D. C. ; BONONI, V.L.R. 2013. A nova lei florestal e políticas públicas decorrentes. En: Luiz Mauro Barbosa (org.) Políticas Públicas para a Restauração Ecológica e Conservação da Biodiversidade. 1ª ed. São Paulo: Instituto de Botanica, pp. 24-25

- BONONI, V. L. R. ; SACAGAWA, S. ; TAVARES, A. R. ; WANDERLEY, M. G. L. ; MARTINS, S. E. 2011. Apresentação do Guia de Identificação de Bromélias. En: Instituto de Botânica (org.) Reserva de Paranapiacaba: guia de identificação de Bromélias. 1.ª ed. São Paulo: Instituto de botânica, pp. 1-108.

- BONONI, V. L. R. ; GIMENES, L. 2010. Produção de Agaricus bisporus no Brasil. En: Marli Gerenutti (org.) Cogumelos medicinais: aspectos de cultivo e aplicações. 1.ª ed. Sorocaba: EDUNISO, pp. 27-36

- GRAZIANO, F. ; BONONI, V. L. R. 2009. Apresentação. En: M.G.L. Wanderley; G. J. Sheperd; Giulietti, A. M.; S.E. Martins (orgs.) Flora Fanerogâmica do Estado de São Paulo. 1.ª ed. São Paulo: Imprensa Oficial, vv. 6, pp. 1-296.

- GRAZIANO, F. ; BONONI, V. L. R. 2009. Apresentação. En: Márcia Ines Martins silveira Lopes; Mizué Kirizawa; Maria Margarida Fiuza de Melo (orgs.) Patrimonio da Reserva Biológica do Alto da Serra de Paranapiacaba. São Paulo: Imprensa Oficial, pp. 1-720.

- BONONI, V. L. R.; MACHADO, K. M. G.; MATHEUS, D. R.; VITALI, V. 2008. Biodegradação de organoclorados no solo por basidiomicetos lignocelulolíticos. En: Itamar Soares de Melo; Jõao Lucio de Azevedo (orgs.) Microbiologia Ambiental. 2ª ed. Jaguariúna: Embrapa, pp. 1-639.

- RODRIGUES, R. R. ; BONONI, V. L. R. 2008. Introdução. En: Rodrigues, R. ; Bononi, V.L.R. (orgs.) Diretrizes para a Conservação e a Restauração da Biodiversidade no Estado de São Paulo. 1ª ed. São Paulo: Imprensa Oficial, pp. 12-13

- RODRIGUES, R. R. ; BONONI, V. L. R. 2008. Conclusões. En: Rodrigues, R. ;Bononi, V.L.R. (orgs.) Diretrizes para a Conservação e a Restauração da Biodiversidade no Estado de são Paulo. 1ª ed. São Paulo: Imprensa Oficial, pp. 148-149

- RESENDE, R.; GLEN, H. C. V.; BONONI, V. L. R. 2008. Diretrizes para a Conservação e a Restauração da Biodiversidade no Estado de São Paulo. En: Rodrigues, R. ; Bononi, B.L.R. (orgs.) Diretrizes para a Conservação e a Restauração da Biodiversidade no estado de São Paulo. São Paulo: Imprensa Oficial, pp. 141-149

- BONONI, V. L. R.; MACHADO, K. M. G.; MATHEUS, D. R.; VITALI, V. 2008. Biodegradação de organoclorados no solo por basidiomicetos lignocelulolíticos. En: Itamar Soares de Melo ; João Lucio de Azevedo (orgs.) Microbiologia Ambiental. 2ª ed. Jaguariúna: Embrapa Meio Ambiente, pp. 281-302

- OLIVEIRA, E. Z.; BONONI, V. L. R.; MASCARO, L. E. R.; FAVERO, S. 2006. Percepção ambientale arborização urbana em área central de Campo Grande. En: Eron Brum; Ademir Kleber Morbeck de Oliveira; Silvio Fávero (orgs.) Meio Ambiente e produção interdisciplinar. 1ª ed. Campo Grande: UNIDERP, pp. 175-194

- FIGUEIREDO, A. S.; MICHELS, I. L.; BONONI, V. L. R. 2006. Os minerais calcario e dolomito na geração de emprego e renda em Bodoquena. En: Eron Brum; Ademir Kleber Morbeck de Oliveira; Silvio Favero (orgs.) Meio Ambiente e produção interdisciplinar. Campo Grande: UNIDERP, pp. 307-324

- BONONI, V. L. R. 2004. Controle ambiental de áreas verdes. En: Arlindo Philippe Jr.; Marcelo de Andrade Romero; Gilda Collet Bruna (orgs.) Curso de Gestão Ambiental. Barueri: Manole, pp. 213-256

- BONONI, V. L. R.; MATHEUS, D. R.; MACHADO, K. M. G.; SILVS, R. da ; RODRIGUES, T. 2003. Growing Basidiomycetes in Bioreactors to be Applied to Bioremediation of HCB in soil. En: V.S. Magar ; M.E. Kelley (orgs.) Proceedings of the Seventh International in Situ and On-Site Bioremediation Symposium. Columbus: Battelle, pp. 5-13

## Honores

### Membresías
- Sociedad Botánica de Brasil[7]

### Cuerpo editorial
- 2007 - actual. Periódico: Hoehnea (São Paulo)

### Revisor de periódico
- 1980 - actual. Periódico: Hoehnea (São Paulo)
- 2004 - actual. Periódico: Revista Arvore
- 1990 - actual. Periódico: Brazilian Journal of Microbiology
- 2007 - actual. Periódico: Acta Botanica Brasilica
- 2011 - actual. Periódico: Revista de Ciencias
- 2012 - actual. Periódico: Anais da Academia Brasileira de Ciências (impreso)
- La abreviatura «Bonomi» se emplea para indicar a Vera Lúcia Ramos Bononi como autoridad en la descripción y clasificación científica de los vegetales.[8]

- Portal:Biografías. Contenido relacionado con Botánica.
- Portal:Biología. Contenido relacionado con Micología.